# Malouinière de la Basse-Flourie
La malouinière de la Basse-Flourie est une malouinière situé en France sur la commune de Saint-Malo, dans le département d'Ille-et-Vilaine en Bretagne.

## Description
La malouinière est située sur un terrain rectangulaire, dont un des côtés donne sur la mer. D'importants contreforts à marée ferment ce côté du terrain, les trois autres côtés étant dotés de murs de clôture. 
Au centre du terrain se trouve l'ancienne malouinière, entourée de ses bâtiments annexes. 
La malouinière actuelle est située en contrebas de l'ancienne, du côté de la mer. Elle est entourée par des jardins aménagés. Cette maison principale présente des éléments architecturaux atypiques (distribution des pièces, apparence du toit et des façades) qui montrent que sa construction a été adaptée au terrain.

## Historique
Un premier manoir est construit vers 1670 à mi-pente de la propriété actuelle. Il comprend un logis accompagné de communs ainsi que d'une chapelle, d'un colombier et d'un vivier d’eau douce. L'ensemble était entouré de jardins en terrasse.
L'ensemble est complété au XVIIIe siècle par la malouinière actuelle, dont la construction est faite en s'adaptant au terrain.
Les façades et toitures de malouinière, le pavillon de jardin dominant la Rance, les façades et toitures de l’ancien logis manorial (hormis la dépendance attenante à l’ouest), les façades et toitures du colombier, le vivier (hors aménagements contemporains) et le puits ; les sols des cours et jardins ainsi que l’ensemble de leurs structures et éléments architecturaux font l'objet d'une inscription au titre des monuments historiques par arrêté du 8 août 2017.